# Crespinell alpestre
El Crespinell alpestre (Sedum alpestre) és una espècie de la família de les Crassulaceae.

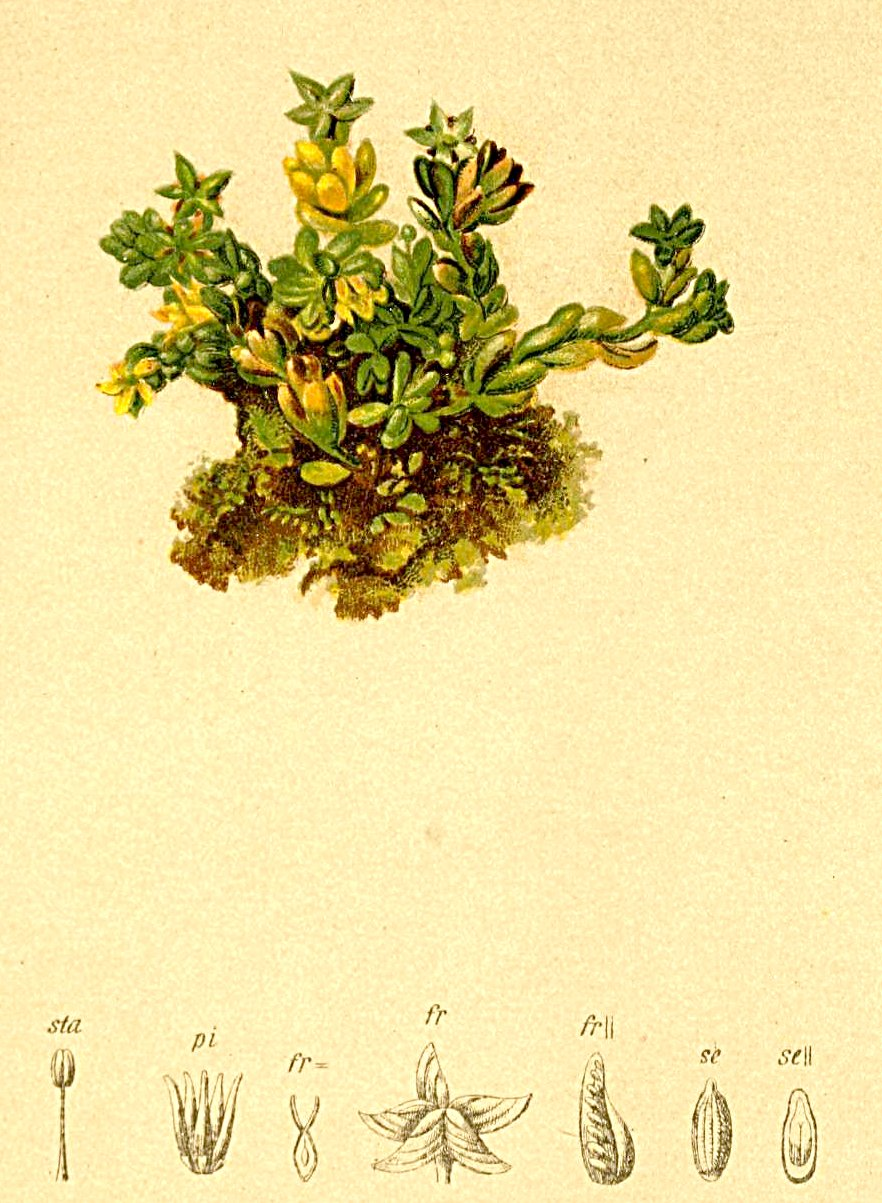
Il·lustració

## Descripció
És una planta perenne o perennant, glabra, verdosa. Arrel principal ± desenvolupada, a més de nombroses arrels fines. Tiges de fins a 10 cm, erectes, ramificades 1-2 vegades; tanys estèrils nombrosos. Fulles (2) 4-5,5 mm de longitud, d'oblongoel·líptiques a ovades, obtuses, de secció subcircular, amb un curt esperó, de verdoses a vermelloses. Inflorescència en cimes terminals, curtes, denses, formades per 1-2 (4) branques amb (1) 3-5 (7) flors cadascuna. Flors pentàmeres. Sèpals 2-3 mm, soldats a la base, oblongs o ovals, obtusos o arrodonits a l'àpex, verdosos. Pètals 3,5-4 mm, de fins a 1,5 vegades més llargs que els sèpals, lliures, oblongolanceolats, subaguts, feblement grocs, tacats freqüentment amb línies vermelloses. Estams 10; anteres grogues. Fol·licles patents en estrella, amb dues ales laterals, de color vermell fosc. Llavors apiculats, amb testa reticulada, de vegades amb curtes papil·les, de color marró fosc.
Té un nombre de cromosomes de 2n = 16*.

## Distribució i hàbitat
Es troba en pastures en pedregar, esquerdes de roca, generalment sobre sòls amb innivació prolongada i pobres en bases, a una altitud de 1800-3250 metres al Centre i Sud d'Europa. Pirineus orientals i centrals, més la Serralada Cantàbrica.

## Taxonomia
Sedum alpestre va ser descrita per Dominique Villars i publicat a Prosp. Hist. Pl. Dauphiné 49. 1779
Etimologia
Sedum: nom genèric, simple transposició del llatí sedum-i que en èpoques romanes designava determinades Crassulaceae ( Sempervivum tectorum, Sedum album i Sedum acre), i emprat per Plini el Vell en el seu Hist. Nat, 18, 159.
alpestre: epítet llatí que significa "creix en els baixos de les muntanyes".
Sinonímia
- Sedum erythraeum Griseb.
- Sedum repens Schleich. ex DC.
- Sedum saxatile All.[5]